# Ondrej Štefánik
Ondrej Štefánik (* 29. srpna 1978 Bratislava) je slovenský spisovatel. V roce 2017 získal cenu Anasoft Litera určenou autorovi nejlepší slovenské prozaické knihy roku, a to za svůj román Som Paula. Vystudoval žurnalistiku na Filozofické fakultě Univerzity Komenského v Bratislavě. Pracuje jako reklamní textař. Jeho knihy byly přeloženy do maďarštiny a češtiny.

### Česky vyšlo
- Jsem Paula, překlad Barbora Antonová, Větrné mlýny 2021